# Ueluel
Ueluel (Welwel, Walwal; wł. Ual Ual) – oaza i miasto w Etiopii w prowincji Ogaden, 60 km od granicy z Somalią. 
5 grudnia 1934 w Ueluelu miał miejsce incydent włosko-abisyński. Według relacji etiopskich uczestników starcia stacjonujący w oazie oddział włoskiego wojska, wspierany przez dwie tankietki CV 3/33 i trzy samoloty zaatakował żołnierzy pilnujących bezpieczeństwa komisji granicznej.